# اولاد نقی‌آباد
اولاد نقی‌آباد ، روستایی از توابع بخش طرهان شهرستان کوهدشت در استان لرستان ایران است.

## جمعیت
این روستا در دهستان طرهان شرقی قرار دارد و براساس سرشماری مرکز آمار ایران در سال ۱۳۸۵، جمعیت آن ۲۰۳ نفر (۳۸خانوار) بوده‌است.